# Rádio

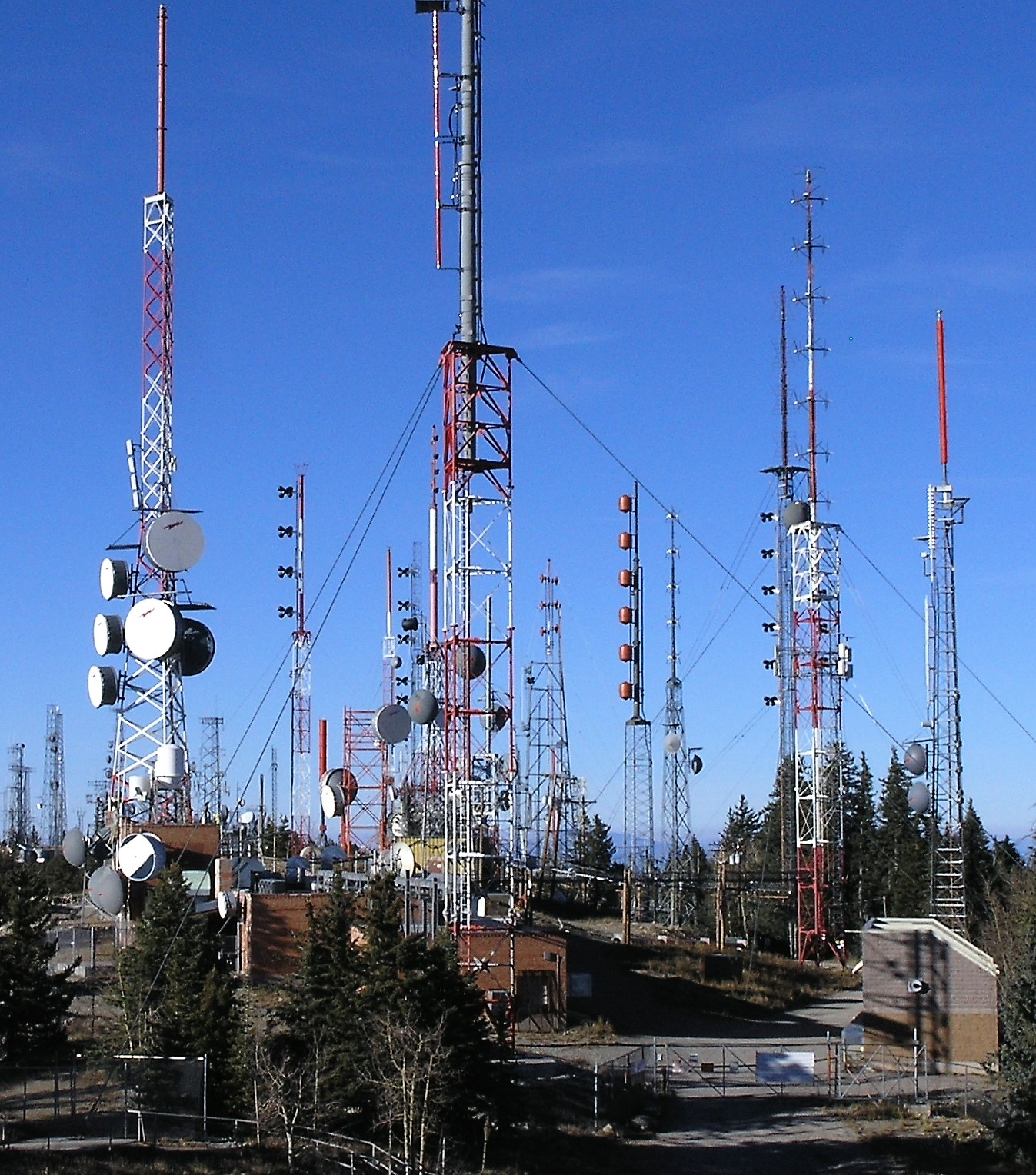
Várias antenas de rádio em Sandia Peak, perto de Albuquerque, Novo México, Estados Unidos

Rádio é a tecnologia de comunicação por meio de ondas de rádio, que são ondas eletromagnéticas de frequência entre 3 hertz (Hz) e 300 giga-hertz (GHz). Elas são geradas por um dispositivo eletrônico denominado transmissor conectado a uma antena que irradia energia elétrica oscilante, muitas vezes caracterizada como uma onda. Podem ser recebidas por outras antenas conectadas a um receptor de rádio, este é o princípio fundamental da comunicação por rádio. Além da comunicação, o rádio é usado para radar, radionavegação, controle remoto, sensoriamento remoto e outras aplicações.
Na comunicação por rádio ou radiocomunicação, usada em transmissão de rádio e televisão, telefones celulares, rádios bidirecionais, redes sem fio e comunicação por satélite, entre vários outros usos, as ondas de rádio são usadas para transportar informações através do espaço de um transmissor a um receptor, modulando o sinal de rádio (imprimindo um sinal de informação na onda de rádio, variando algum aspecto da onda) no transmissor. No radar, é usado para localizar e rastrear objetos como aeronaves, navios, espaçonaves e mísseis, um feixe de ondas de rádio emitido por um transmissor de radar reflete no objeto alvo e as ondas refletidas revelam a localização do objeto para um receptor que normalmente está colocado com o transmissor. Em sistemas de radionavegação como GPS e VOR, um instrumento de navegação móvel recebe sinais de rádio de múltiplos radiofaróis de navegação cuja posição é conhecida, e medindo com precisão o tempo de chegada das ondas de rádio o receptor pode calcular sua posição na Terra. Em dispositivos de controle remoto por rádio sem fio, como drones, abridores de portas de garagem e sistemas de entrada sem chave, os sinais de rádio transmitidos de um dispositivo controlador controlam as ações de um dispositivo remoto.
A existência de ondas de rádio foi comprovada pela primeira vez pelo físico alemão Heinrich Hertz em 11 de novembro de 1886. Em meados da década de 1890, com base nas técnicas que os físicos usavam para estudar ondas eletromagnéticas, Guglielmo Marconi desenvolveu o primeiro aparelho para comunicação de rádio de longa distância, enviando uma mensagem sem fio em código Morse para um destinatário a mais de um quilômetro de distância em 1895 e o primeiro sinal transatlântico em 12 de dezembro de 1901. A primeira transmissão de rádio comercial foi transmitida em 2 de novembro de 1920, quando os resultados ao vivo da eleição presidencial de Harding-Cox foram transmitidos pela Westinghouse Electric and Manufacturing Company em Pittsburgh, sob o indicativo KDKA.
A emissão de ondas radioelétricas é regulamentada por lei e coordenada pela União Internacional de Telecomunicações (UIT), que atribui faixas de frequência do espectro radioelétrico para diversas utilizações.

## Etimologia
A palavra rádio é derivada da palavra latina raio, que significa “raio de roda, feixe de luz, raio”. Foi aplicado pela primeira vez às comunicações em 1881, quando, por sugestão do cientista francês Ernest Mercadier, Alexander Graham Bell adotou radiofone (que significa "som irradiado") como um nome alternativo para seu sistema de transmissão óptica fotofone.
Após a descoberta da existência de ondas de rádio por Hertz em 1886, o termo ondas hertzianas foi inicialmente usado para esta radiação. Os primeiros sistemas práticos de comunicação por rádio, desenvolvidos por Marconi em 1894-1895, transmitiam sinais telegráficos por ondas de rádio, então a comunicação por rádio foi inicialmente chamada de telegrafia sem fio. Até cerca de 1910 o termo também incluía uma variedade de outros sistemas experimentais para transmissão de sinais telegráficos sem fios, incluindo indução eletrostática, indução eletromagnética e condução aquática e terrestre, portanto havia necessidade de um termo mais preciso referindo-se exclusivamente à radiação eletromagnética.
O físico francês Édouard Branly, que em 1890 desenvolveu o coesor detector de ondas de rádio, chamou-o em francês de radio-conducteur. O prefixo radio foi mais tarde usado para formar palavras compostas descritivas adicionais e palavras hifenizadas, especialmente na Europa. Por exemplo, no início de 1898 a publicação britânica The Practical Engineer incluiu uma referência ao radiotelégrafo e à radiotelegrafia.
O uso do termo rádio como uma palavra autônoma remonta pelo menos a 30 de dezembro de 1904, quando as instruções emitidas pelos Correios Britânicos para a transmissão de telegramas especificavam que "A palavra 'Rádio'... é enviada nas Instruções de Serviço." Esta prática foi adotada universalmente e a palavra "rádio" introduzida internacionalmente, pela Convenção Radiotelegráfica de Berlim de 1906, que incluía um Regulamento de Serviço especificando que "Os radiotelegramas devem indicar no preâmbulo que o serviço é 'Rádio'".

## História
As ondas eletromagnéticas foram previstas por James Clerk Maxwell em sua teoria do eletromagnetismo de 1873, agora chamada de equações de Maxwell, que propôs que um campo elétrico oscilante e um campo magnético acoplados poderiam viajar pelo espaço como uma onda e propôs que a luz consistia em ondas eletromagnéticas de comprimento curto. Em 11 de novembro de 1886, o físico alemão Heinrich Hertz, tentando confirmar a teoria de Maxwell, observou pela primeira vez ondas de rádio que ele gerou usando um transmissor primitivo de centelhador. Experimentos de Hertz e dos físicos Jagadish Chandra Bose, Oliver Lodge, Lord Rayleigh e Augusto Righi, entre outros, mostraram que ondas de rádio como a luz demonstravam reflexão, refração, difração, polarização e ondas estacionárias, sendo que viajavam na mesma velocidade que a luz, confirmando que tanto a luz quanto as ondas de rádio eram ondas eletromagnéticas, diferindo apenas na frequência. Em 1895, Guglielmo Marconi desenvolveu o primeiro sistema de comunicação por rádio, usando um transmissor centelhador para enviar código Morse por longas distâncias. Em dezembro de 1901, ele havia transmitido através do Oceano Atlântico. Marconi e Karl Ferdinand Braun dividiram o Prêmio Nobel de Física de 1909 "por suas contribuições para o desenvolvimento da telegrafia sem fio".
Durante as primeiras duas décadas do rádio, chamadas de era da radiotelegrafia, os primitivos transmissores de rádio de ondas amortecidas só podiam transmitir pulsos de ondas de rádio, não as ondas contínuas que eram necessárias para a modulação de áudio, então o rádio era usado para comunicações de mensagens de texto comerciais, diplomáticas e militares de pessoais de pessoa para pessoa. Por volta de 1908, os países industrializados construíram redes mundiais de poderosos transmissores de faíscas transoceânicos para trocar tráfego de telegramas entre continentes e comunicar com as suas colônias e frotas navais. Durante a Primeira Guerra Mundial, o desenvolvimento de transmissores de rádio de ondas contínuas, detectores eletrolíticos retificadores e receptores de rádio de cristal permitiu que a radiotelefonia com modulação de amplitude (AM) fosse alcançada por Reginald Fessenden e outros, permitindo a transmissão de som (áudio). Em 2 de novembro de 1920, a primeira transmissão de rádio comercial foi transmitida pela Westinghouse Electric and Manufacturing Company em Pittsburgh, sob o indicativo KDKA apresentando cobertura ao vivo da eleição presidencial de Harding-Cox.

## Tecnologia
As ondas de rádio são irradiadas por cargas elétricas em aceleração. Eles são gerados artificialmente por correntes elétricas que variam no tempo, consistindo de elétrons fluindo para frente e para trás em um condutor metálico chamado antena.
À medida que se afastam da antena transmissora, as ondas de rádio se espalham, de modo que a intensidade do sinal (intensidade em watts por metro quadrado) diminui, de modo que as transmissões de rádio só podem ser recebidas dentro de um alcance limitado do transmissor, a distância dependendo da potência do transmissor, do padrão de radiação da antena, da sensibilidade do receptor, do nível de ruído e da presença de obstruções entre o transmissor e o receptor. Uma antena omnidirecional transmite ou recebe ondas de rádio em todas as direções, enquanto uma antena direcional transmite ondas de rádio em um feixe em uma direção específica ou recebe ondas de apenas uma direção. As ondas de rádio viajam à velocidade da luz no vácuo.
Os outros tipos de ondas eletromagnéticas além das ondas de rádio - infravermelho, luz visível, ultravioleta, raios X e raios gama - também podem transportar informações e ser usadas para comunicação. A ampla utilização de ondas de rádio para telecomunicações se deve principalmente às suas propriedades desejáveis de propagação decorrentes de seu grande comprimento de onda.

## Comunicação via rádio

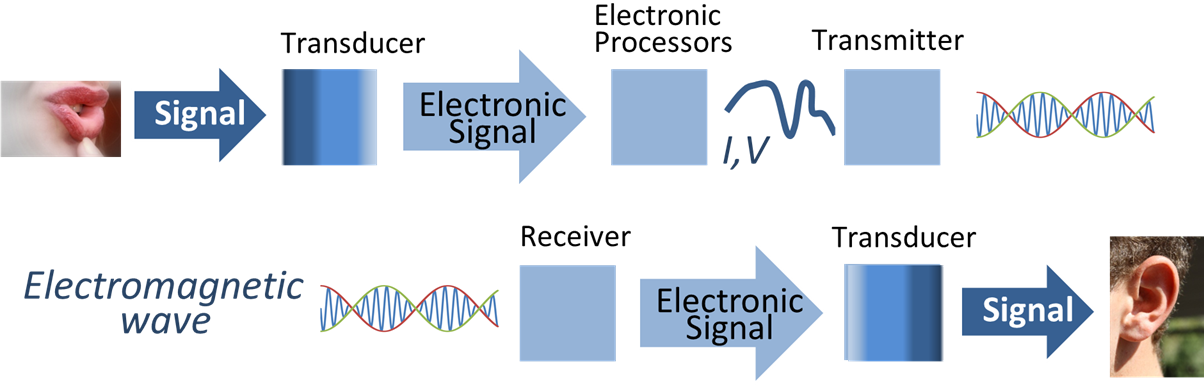
Comunicação via rádio. Informações como o som são convertidas por um transdutor como um microfone em um sinal elétrico, que modula uma onda de rádio produzida pelo transmissor. Um receptor intercepta a onda de rádio e extrai o sinal de modulação que contém informações, que é convertido de volta para uma forma utilizável por humanos com outro transdutor, como um alto-falante.

Comparação de ondas de rádio moduladas AM e FM

Nos sistemas de comunicação por rádio, a informação é transportada através do espaço por meio de ondas de rádio. No final do envio, a informação a ser enviada é convertida por algum tipo de transdutor em um sinal elétrico variável no tempo denominado sinal de modulação. O sinal de modulação pode ser um sinal de áudio que representa o som de um microfone, um sinal de vídeo que representa imagens em movimento de uma câmera de vídeo ou um sinal digital que consiste em uma sequência de bits que representa dados binários de um computador. O sinal de modulação é aplicado a um transmissor de rádio. No transmissor, um oscilador eletrônico gera uma corrente alternada oscilando em radiofrequência, chamada de onda portadora porque serve para “transportar” a informação pelo ar. O sinal de informação é utilizado para modular a portadora, variando algum aspecto dela e imprimindo a informação. Diferentes sistemas de rádio usam diferentes métodos de modulação:
- AM (modulação de amplitude) – em um transmissor AM, a amplitude (força) da onda portadora de rádio é variada pelo sinal de modulação;[30]:3
- FM (modulação de frequência) – em um transmissor FM, a frequência da onda portadora de rádio é variada pelo sinal de modulação;[30]:33
- FSK (modulação por chaveamento de frequência) - usado em dispositivos digitais sem fio para transmitir sinais digitais, a frequência da onda portadora é deslocada entre as frequências.[30]:58
- OFDM (multiplexação por divisão de frequência ortogonal) - uma família de métodos de modulação digital amplamente utilizados em sistemas de alta largura de banda, como redes Wi-Fi, telefones celulares, transmissão de televisão digital e transmissão de áudio digital (DAB) para transmitir dados digitais usando um mínimo de rádio largura de banda do espectro. Possui maior eficiência espectral e mais resistência ao desbotamento do que AM ou FM. No OFDM, múltiplas ondas portadoras de rádio estreitamente espaçadas em frequência são transmitidas dentro do canal de rádio, com cada portadora modulada com bits do fluxo de bits de entrada, de modo que vários bits sejam enviados simultaneamente, em paralelo. No receptor, as portadoras são demoduladas e os bits são combinados na ordem correta em um fluxo de bits.[31]

Muitos outros tipos de modulação também são usados. Em alguns tipos, uma onda portadora não é transmitida, mas apenas uma ou ambas as bandas laterais de modulação.
A onda portadora modulada é amplificada no transmissor e aplicada a uma antena transmissora que irradia a energia na forma de ondas de rádio que transportam as informações para o local do receptor. No receptor, a onda de rádio induz uma pequena tensão oscilante na antena receptora, que é uma réplica mais fraca da corrente na antena transmissora. Essa tensão é aplicada ao receptor de rádio, que amplifica o sinal de rádio fraco para que fique mais forte, e então o desmodula, extraindo o sinal de modulação original da onda portadora modulada. O sinal de modulação é convertido por um transdutor de volta para uma forma utilizável por humanos: um sinal de áudio é convertido em ondas sonoras por um alto-falante ou fones de ouvido, um sinal de vídeo é convertido em imagens por um display, enquanto um sinal digital é aplicado a um computador ou microprocessador, que interage com usuários humanos.
As ondas de rádio de muitos transmissores passam pelo ar simultaneamente sem interferir umas nas outras porque as ondas de rádio de cada transmissor oscilam em taxas diferentes, ou seja, cada transmissor tem uma frequência diferente, medida em hertz (Hz), quilohertz (kHz), megahertz (MHz) ou gigahertz (GHz). A antena receptora normalmente capta os sinais de rádio de muitos transmissores. O receptor utiliza circuitos sintonizados para selecionar o sinal de rádio desejado dentre todos os sinais captados pela antena e rejeitar os demais. Um circuito sintonizado (também chamado de circuito ressonante) atua como um ressonador, semelhante a um diapasão. Tem uma frequência ressonante natural na qual oscila. A frequência ressonante do circuito sintonizado do receptor é ajustada pelo usuário à frequência da estação de rádio desejada. O sinal de rádio oscilante da estação desejada faz com que o circuito sintonizado ressoe, oscile em simpatia e passe o sinal para o resto do receptor. Os sinais de rádio em outras frequências são bloqueados pelo circuito sintonizado e não são transmitidos.

### Largura de banda

Espectro de frequência de um sinal de rádio AM ou FM modulado típico. Consiste em um componente C na frequência da onda portadora com a informação (modulação) contida em duas bandas estreitas de frequências chamadas bandas laterais (SB) logo acima e abaixo da frequência portadora.

Uma onda de rádio modulada, transportando um sinal de informação, ocupa uma faixa de frequências. A informação (modulação) em um sinal de rádio geralmente está concentrada em bandas de frequência estreitas chamadas bandas laterais (SB) logo acima e abaixo da frequência portadora . A largura em hertz da faixa de frequência que o sinal de rádio ocupa, a frequência mais alta menos a frequência mais baixa, é chamada de largura de banda (BW). Para qualquer relação sinal-ruído, uma quantidade de largura de banda pode transportar a mesma quantidade de informação (taxa de dados em bits por segundo), independentemente de onde ela esteja localizada no espectro de radiofrequência, portanto, a largura de banda é uma medida da capacidade de transporte de informações. capacidade. A largura de banda exigida por uma transmissão de rádio depende da taxa de dados da informação (sinal de modulação) enviada e da eficiência espectral do método de modulação utilizado; quantos dados ele pode transmitir em cada quilohertz de largura de banda. Diferentes tipos de sinais de informação transmitidos por rádio têm diferentes taxas de dados. Por exemplo, um sinal de televisão (vídeo) tem uma taxa de dados maior que um sinal de áudio.
O espectro de rádio, a gama total de frequências de rádio que podem ser utilizadas para comunicação numa determinada área, é um recurso limitado. Cada transmissão de rádio ocupa uma parte da largura de banda total disponível. A largura de banda de rádio é considerada um bem econômico que tem um custo monetário e é cada vez mais procurado. Em algumas partes do espectro de rádio, o direito de utilização de uma banda de frequência ou mesmo de um único canal de rádio é comprado e vendido por milhões de dólares. Portanto, há um incentivo para empregar tecnologia para minimizar a largura de banda utilizada pelos serviços de rádio.
Uma lenta transição das tecnologias de transmissão de rádio analógica para digital começou no final da década de 1990. Parte da razão para isso é que a modulação digital muitas vezes pode transmitir mais informações (uma taxa de dados maior) em uma determinada largura de banda do que a modulação analógica, através do uso de algoritmos de compressão de dados, que reduzem a redundância nos dados a serem enviados, e uma modulação mais eficiente. Outras razões para a transição são que a modulação digital tem maior imunidade a ruído do que a analógica, os chips de processamento de sinal digital têm mais potência e flexibilidade do que os circuitos analógicos e uma ampla variedade de tipos de informação pode ser transmitida usando a mesma modulação digital.
Por se tratar de um recurso fixo que é procurado por um número crescente de utilizadores, o espectro radioeléctrico tornou-se cada vez mais congestionado nas últimas décadas, e a necessidade de o utilizar de forma mais eficaz está a impulsionar muitas inovações adicionais de rádio, tais como sistemas de rádio troncalizados, espectro espalhado transmissão (banda ultralarga), reutilização de frequência, gerenciamento dinâmico de espectro, agrupamento de frequência e rádio cognitivo.

### Bandas de frequência da UIT
A União Internacional de Telecomunicações (UIT) divide arbitrariamente o espectro de rádio em 12 bandas, cada uma começando em um comprimento de onda que é uma potência de dez (10n) metros, com frequência correspondente de três vezes uma potência de dez e cada um cobrindo uma década de frequência ou comprimento de onda. Cada uma dessas bandas tem um nome tradicional:

| Nome                          | Abreviação | Frequência     | Comprimento        |
| ----------------------------- | ---------- | -------------- | ------------------ |
| Frequência extremamente baixa | ELF        | 3–30 Hz        | 100.000– 10.000 km |
| Frequência superbaixa         | SLF        | 30–300 Hz      | 10.000 – 1,000 km  |
| Frequência ultrabaixa         | ULF        | 300– 3,000 Hz  | 1.000– 100 km      |
| Frequência muito baixa        | VLF        | 3–30 kHz       | 100–10 km          |
| Frequência baixa              | LF         | 30–300 kHz     | 10–1 km            |
| Frequência média              | MF         | 300– 3.000 kHz | 1.000– 100 m       |
| Nome                          | Abreviação | Frequência                  | Comprimento |
| ----------------------------- | ---------- | --------------------------- | ----------- |
| Frequência alta               | HF         | 3–30 MHz                    | 100–10 m    |
| Frequência muito alta         | VHF        | 30–300 MHz                  | 10–1 m      |
| Frequência ultra-alta         | UHF        | 300– 3,000 MHz              | 100–10 cm   |
| Frequência super alta         | SHF        | 3–30 GHz                    | 10–1 cm     |
| Frequência extremamente alta  | EHF        | 30–300 GHz                  | 10–1 mm     |
| Frequência tremendamente alta | THF        | 300–3.000 GHz (0,3–3,0 THz) | 1,0–0,1 mm  |

Pode-se observar que a largura de banda, a faixa de frequências, contida em cada banda não é igual, mas aumenta exponencialmente à medida que a frequência aumenta; cada banda contém dez vezes a largura de banda da banda anterior. O termo "frequência tremendamente baixa" (TLF, sigla em inglês) tem sido usado para comprimentos de onda de 1–3 Hz (300.000–100.000 km), embora o termo não tenha sido definido pela UIT.

## Regulação
As ondas aéreas são um recurso compartilhado por muitos usuários. Dois transmissores de rádio na mesma área que tentem transmitir na mesma frequência interferirão um no outro, causando distorção na recepção, de modo que nenhuma transmissão poderá ser recebida com clareza. A interferência com transmissões de rádio pode não só ter um grande custo econômico, mas também pode ser fatal (por exemplo, no caso de interferência com comunicações de emergência ou controlo de tráfego aéreo).
Para evitar interferências entre diferentes utilizadores, a emissão de ondas radioelétricas é estritamente regulada por leis nacionais, coordenadas por um organismo internacional, a União Internacional de Telecomunicações (UIT), que atribui faixas do espectro radioeléctrico para diferentes utilizações. Os transmissores de rádio devem ser licenciados pelos governos, sob diversas classes de licença, dependendo do uso e estão restritos a determinadas frequências e níveis de potência. Em algumas classes, como estações de transmissão de rádio e televisão, o transmissor recebe um identificador único composto por uma sequência de letras e números chamado indicativo de chamada, que deve ser usado em todas as transmissões. Para ajustar, manter ou reparar internamente transmissores de radiotelefonia, os indivíduos devem possuir uma licença governamental obtida através de um teste que demonstre conhecimento técnico e jurídico adequado de operação segura de rádio.
Exceções às regras acima permitem a operação não licenciada pelo público de transmissores de baixa potência e curto alcance em produtos de consumo, como telefones celulares, telefones sem fio, dispositivos sem fio, walkie-talkies, rádios de banda do cidadão, microfones sem fio, abridores de portas de garagem e babás eletrônicas. Nos Estados Unidos, estes são abrangidos pela Parte 15 dos regulamentos da Comissão Federal de Comunicações (FCC, sigla em inglês). Muitos destes dispositivos utilizam as bandas ISM, uma série de faixas de frequência em todo o espectro de rádio reservadas para uso não licenciado. Embora possam ser operados sem licença, como todos os equipamentos de rádio, esses dispositivos geralmente devem ser homologados antes da venda.